# Hip house
L'hip house (detta anche rap house) è una fusione dei generi house e hip hop nata durante gli anni ottanta e che ha trovato terreno fertile specialmente a New York e Chicago. La ritmica è in 4/4 come la musica house classica ma il "cantato" è affidato al genere rap.
A dispetto dell'origine statunitense, la prima traccia incisa di tal genere fu Rok Da House dei beatmaker britannici The Beatmasters per le rapper Cookie Crew. Successivamente I'll House You dei Jungle Brothers fu una collaborazione tra il producer di New York Todd Terry e i Jungle Brothers, gruppo rap anch'esso newyorkese. Poco dopo anche Chicago, considerata la patria americana della house music, iniziò a produrre musica di questo tipo, che poi si spostò anche in Europa trovando terreno fertile nel New beat belga e nella house italiana, tra la fine degli anni 1980 e l'inizio degli anni 1990.Questa tendenza musicale ha influenzato anche l'ambiente eurodance dei primi anni novanta, ne sono un esempio artisti come gli Snap! o B.G. the Prince of Rap. Attualmente è in continuo aumento, grazie ad esponenti come Pitbull e altri rapper che mischiano le moderne sonorità da discoteca.